# Dinoflagellaten
De dinoflagellaten (wetenschappelijke naam Dinophyta of Dinoflagellata) vormen een grote groep protisten, die behoren tot het rijk van de Alveolata in de supergroep van de Chromalveolata. De meeste dinoflagellaten zijn marien plankton, maar ze komen ook in zoet water voor. De verspreiding van verschillende soorten hangt af van temperatuur, saliniteit (zoutgehalte) of waterdiepte. Ongeveer de helft van alle dinoflagellaten zijn fotosynthetisch, deze vormen op de diatomeeën na de grootste groep algen en een belangrijk gedeelte aan de onderkant van de mariene voedselketen: het zijn producenten. Een bepaalde groep dinoflagellaten, de zoöxanthellen, zijn endosymbionten van mariene dieren en protozoa en spelen een belangrijke rol in de ecologie van koraalriffen. Andere dinoflagellaten zijn predators op andere protozoa, en een aantal soorten zijn parasitisch (bijvoorbeeld Oodinium of Pfiesteria).

## Morfologie
De meeste dinoflagellaten zijn eencelligen met twee verschillende flagella. Een van deze flagella loopt door tot de achterzijde van het organisme en wordt het "longitudinale flagellum" genoemd. Het ander flagellum vormt een cirkel in de breedte van het organisme en wordt het "transverse flagellum" genoemd. Bij veel vormen zitten deze vast in groeven die de sulcus en het cingulum genoemd worden. Het transverse flagellum zorgt voor de voortbeweging van de cel, waarbij de dinoflagellaat vaak een ronddraaiende beweging maakt. Hiervan komt de naam dinoflagellaat (Grieks: dinos = draaiing). Het longitudinale flagellum dient vooral om te sturen, maar levert zelf ook enige voortstuwende kracht.
Dinoflagellaten hebben een samengesteld vlies over hun celwand, dat een amphiesma genoemd wordt en bestaat uit platte vesikels die alveoli genoemd worden. Bij sommige vormen ondersteunen ze over elkaar liggende plaatjes cellulose die een soort van beschermend pantser vormen dat de theca genoemd wordt. Thecae zijn er in verschillende vormen en groottes, afhankelijk van de soort en soms de levensfase van de dinoflagellaat. Sommige vormen hebben ook vezelige extrusomen. Samen met andere morfologische en genetische eigenschappen wijst dit op een nauwe verwantschap tussen de dinoflagellaten en de Apicomplexa en trilhaardiertjes (Ciliophora). Deze drie groepen worden daarom samen in de superstam Alveolata geplaatst.
De chloroplasten in fotosynthetische dinoflagellaten worden meestal omgeven door drie membranen, wat erop kan wijzen dat ze ontstaan zijn uit ingesloten algen. Deze chloroplasten bevatten chlorofyl a en c en of peridine of fucoxanthine, samen met andere pigmenten.
Een aantal soorten heeft echter chloroplasten met afwijkende pigmenten en structuur, waarvan sommige een celkern hebben. Dit wijst erop dat chloroplasten door verschillende endosymbiontische stappen werden opgenomen, tussenvormen zouden bijvoorbeeld kleurloos kunnen zijn geweest. Omdat plastiden in Apicomplexa voorkomen is wel voorgesteld dat deze ook in een gemeenschappelijke voorouder aanwezig waren, maar geen van de basalere vormen bezit plastiden.
Dinoflagellaten hebben daarnaast ook de meer gebruikelijke organellen zoals een endoplasmatisch reticulum, een golgicomplex, mitochondriën, lipiden en zetmeel, en vacuoles. Een aantal soorten hebben zelfs lichtgevoelige organellen. Hun functie is onduidelijk. Een hypothese is dat ze het verschil in licht waarnemen als er prooi in de directe nabijheid komt, waarna chemische signalen doorgeven in welke richting ze moeten jagen.

## Levenscyclus

Levenscyclus van dinoflagellaten: 1 = binaire deling, 2 = geslachtelijke voortplanting, 3 = planozygote, 4 = hypnozygote, 5 = planomeiocyt

Dinoflagellaten hebben een speciaal soort celkern die dinokaryon genoemd wordt, waarin de chromosomen aan het celkernmembraan vastzitten. Dit membraan bevat geen histonen en blijft ook buiten de mitose gecondenseerd. Dit soort celkern werd ooit verondersteld een tussenvorm te zijn tussen dat van de eukaryoten en dat van de prokaryoten en daarom "mesokaryotisch" genoemd. Tegenwoordig denkt men echter dat het juist een verder ontwikkelde in plaats van primitieve eigenschap is.
De meeste dinoflagellaten hebben gedurende hun gehele levenscyclus een dergelijke celkern. Ze zijn meestal haploïde en vermenigvuldigen zich door binaire deling. Geslachtelijke voortplanting komt echter ook voor, wanneer twee individuen zich samenvoegen om een zygote te vormen. De zygote kan blijven rondbewegen, of een onbeweeglijke dinocyst vormen, die later door meiose nieuwe haploïde cellen produceert.
Onder ongunstige omstandigheden, bijvoorbeeld als er weinig voedingsstoffen zijn of als er te weinig licht is, verandert de levenscyclus van sommige soorten dinoflagellaten drastisch. Twee cellen kunnen dan versmelten tot een beweeglijke, diploïde zygote, de planozygote. Deze gaat daarna in een soort winterslaap (zogenaamde "hypnozygote") waarin het organisme zijn voorraden vetten verbruikt. Tegelijkertijd wordt de vorm ronder en het pantser harder, soms ontstaan zelfs stekels. Als de omstandigheden weer gunstiger zijn vindt er meiose plaats en breken de gevormde haploïde cellen uit het pantser. Daarna bevinden ze zich in een tijdelijk stadium ("planomeiocyt") waarin ze zich snel terug vormen naar hun individuele thecae en weer terugkeren naar de twee dinoflagellaten aan het begin van het proces.
bruinwieren (Phaeophyta) · kranswieren (Charophyta) · Chlorarachniophyta · Cryptomonadae = Cryptophyta · Cyanidiophyta · diatomeeën (Bacillariophyta) · dinoflagellaten (Dinoflagellata) · Euglenozoa = Euglenoida · Glaucophyta · goudwieren (Chrysophyta) · groenwieren (Chlorophyta) · Haptomonadae = Haptophyta = Prymnesiophyta · Picobiliphyta · Prasinophyta · roodwieren (Rhodophyta) · Xanthophyta